# Netscape Navigator
Netscape Navigator was een webbrowser. Ook wel bekend onder de korte naam Netscape was het ooit het vlaggenschip van Netscape Communications Corporation en de dominante browser op het World Wide Web. De ontwikkeling en actieve ondersteuning werden op 1 februari 2008 beëindigd als gevolg van de steeds verder dalende populariteit.
Netscape Navigator werd afgeleid van Mosaic. De eerste bètaversies verschenen in 1994 onder de naam Mosaic Netscape, maar de naam werd al gauw veranderd in Netscape Navigator om een conflict over merknamen met NCSA te voorkomen. Versie 1.0 van de browser verscheen eind 1994. In Netscape 1.0 werden cookies geïntroduceerd. Met deze cookies werden websitebeheerders in staat gesteld om bepaalde informatie,
bijvoorbeeld logingegevens, op te slaan, zodat een gebruiker deze niet bij elk bezoek opnieuw moest invoeren.

## Populariteit en beschikbaarheid
Netscape wist profijt te trekken van de opkomst van het internetgebruik dankzij de vriendelijke interface en het feit dat de browser gratis te gebruiken was voor niet-commerciële doeleinden. Hierdoor had Navigator gedurende jaren een dominant marktaandeel in handen. Tevens werden er veel innovaties in de verschillende versies van de browser verwerkt zoals cookies (versie 1.0), ondersteuning van frames (versie 2.0) en Javascript (versie 2.0). Netscape Navigator kwam behalve voor Windows ook beschikbaar voor vele andere besturingssystemen, zoals Mac OS, Linux en OS/2.
Vanaf versie 4.0 werd Netscape Navigator omgedoopt tot Netscape Communicator. Dit was een compleet pakket dat naast de browser (Navigator) ook bestond uit o.a. een e-mailclient, een newsreader en de z.g. Composer, waarmee webpagina's gebouwd kunnen worden.

## Browseroorlog

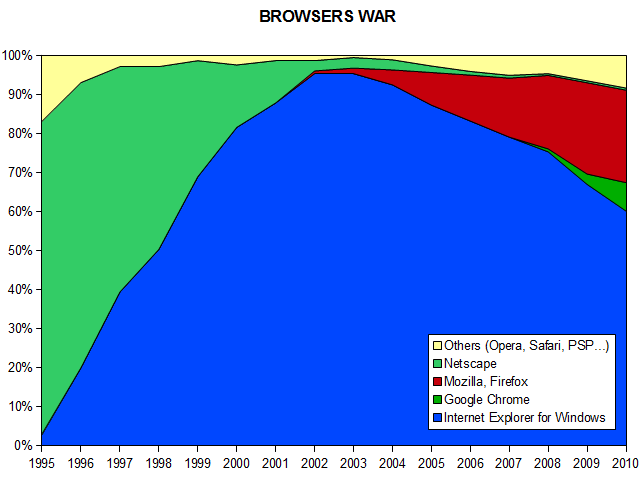
Marktaandeel van de belangrijkste browsers van 1995 tot 2010

Intussen was Microsoft, dat in Netscape een bedreiging zag voor zijn monopolie van het besturingssysteem Windows, een browseroorlog gestart. De eerste versies van Internet Explorer waren nog geen partij voor Netscape Navigator. Met het verschijnen van IE 4.0 begon daar echter verandering in te komen. Uiteindelijk slaagde Microsoft met Internet Explorer vanaf versie 5.0 erin de dominante positie van Netscape over te nemen. Dit kwam voornamelijk doordat Internet Explorer standaard werd geleverd op iedere pc met Windows. Dit was aanleiding voor Netscape om in 1998 de broncode van Navigator vrij te geven als open source. Hiermee ging het project Mozilla van start, dat uiteindelijk zou leiden tot de ontwikkeling van de browser Mozilla Firefox. De naam Mozilla was tevens de naam van de browsers van Netscape gedurende hun ontwikkelingsfase.
Na het verliezen van de browseroorlog werd Netscape in 1999 overgenomen door America Online. In maart 2005 verscheen weer een bètaversie van een Netscapebrowser. Versie 8.0 beta was afgeleid van Mozilla Firefox 1.0.

## Netscape 8+
Op 19 mei 2005 werd Netscape 8.0 geïntroduceerd, de eerste grote update in jaren. Deze nieuwe versie van Netscape bevatte voor een groot gedeelte code van Mozilla Firefox. Het belangrijkste verschil van Netscape ten opzichte van Mozilla Firefox was dat de compatibiliteit met bepaalde websites iets beter was. Hier stond tegenover dat Netscape er in het algemeen iets langer over deed om een website te laden.
In 2007 bracht Netscape Navigator 9.0 uit, die geschikt was voor Windows, Mac en Linux.

## Einde
Vanaf 1 februari 2008 staakte AOL de ontwikkeling en ondersteuning voor Netscape Navigator. De website Netscape.com bleef wel behouden en ging verder als portaal.
Netscape verlengde zijn ondersteuning een maand langer tot 1 maart 2008 en stuurde een berichtje naar alle gebruikers die nog steeds Netscape gebruikten. Daarin stond dat ze beter konden overschakelen op een andere webbrowser. Ze gaven twee alternatieven, namelijk Mozilla Firefox en Flock.